# باياني
بحيرة بايـّاني (بالفنلندية: Päijänne) هي ثاني أكبر بحيرة في فنلندا (1080 كم² (266874 فدان)). تصب البحيرة في خليج فنلندا عبر نهر كومي. أكبر الجزر الواقعة بها فيرمايلانسآري. وتعني كلمة الساري في الجزيرة. يعني سالو قبل جزيرة كبيرة، وهذا يعني في هذه الأيام في منطقة غابات كبيرة. توجد قناة تحت الأرض، نفق مياه باياني تربط البحيرة بهلسنكي مزودة منطقة العاصمة بالمياه. تقع في أعمق نقطة أي بحيرة في فنلندا في بحيرة بايـّاني (95.3 م).